# Негочани
Нѐгoчани (на гръцки: Νίκη, Ники, до 1926 година Νεγκότσανη или Νεγοτσάνη, Негоцани) е село в Република Гърция, в дем Лерин (Флорина), област Западна Македония.

## География
Селото е разположено на 17 километра северно от демовия център Лерин (Флорина) и на 8 километра северно от Долно Клещино (Като Клинес) на река Ракова в Леринското поле на самата граница със Северна Македония.
В Негочани функционира граничен контролно-пропускателен пункт Негочани-Меджитлия.

## История

### В Османската империя
Селото се споменава за пръв път в османски дефтер от 1468 година под името Негочани с 200 домакинства. В 1481 броят на домакинствата спада на 112. В селото се отглеждат лозя, лен, коноп, пчели и свине. В него има мелници и пазар. В османски данъчни регистри на немюсюлманското население от вилаета Манастир от 1611-1612 година селото е отбелязано под името Негочан с 65 джизие ханета (домакинства).
В 1848 година руският славист Виктор Григорович описва в „Очерк путешествия по Европейской Турции“ Нѣгофа като българско село.
В началото на XX век Негочани е смесено българско-албанско село в Битолска каза. Според статистиката на Васил Кънчов („Македония. Етнография и статистика“) в 1900 година Негочани има 500 жители българи и 150 жители арнаути мохамедани.
На Етнографската карта на Битолския вилает на Картографския институт в София от 1901 година Негочани е смесено село българи, албанци и власи в Битолската каза на Битолския санджак с 68 къщи.
Всички християнски жители на Негочани са гъркомани. По данни на секретаря на Българската екзархия Димитър Мишев („La Macédoine et sa Population Chrétienne“) в 1905 година в Некочани има 480 българи патриаршисти и функционира гръцко училище.

### В Гърция
По време на войната в селото влизат гръцки войски и след Междусъюзническата остава в Гърция. Боривое Милоевич пише в 1921 година („Южна Македония“), че Негочани има 50 къщи славяни християни и 20 къщи арнаути мохамедани. В 1926 година е прекръстено на Ники, в превод победа.
| Име               | Име            | Ново име         | Ново име             | Описание                            |
| ----------------- | -------------- | ---------------- | -------------------- | ----------------------------------- |
| Попова нива       | Πόποτ Νίβα     | Пападохорафа     | Παπαδοχώραφα         | местност на ЮЗ от Негочани          |
| Ламбучки          | Λάμπουτσκι     | Лиотропи         | Λιοτρόπι             |                                     |
| Янков Ървеник     | Γιάγκο Άρβένικ | То Пигади ту Яни | Τό Πηγάδι τού Γιάννη |                                     |
| Ячево или Глачево | Γιάτσεβε       | Исома            | Ίσωμα                | местност на ЮИ от Негочани          |
| Кесики            | Κεσίπι         | Дендра           | Δένδρα               | гранична местност на СИ от Негочани |

### Преброявания
- 1913 – 630 жители
- 1920 – 562 жители
- 1928 – 662 жители, от които 18 бежански семейства със 77 души.[14]
- 1940 – 834 жители
- 1951 – 803 жители
- 1961 – 696 жители
- 1971 – 508 жители
- 2001 – 489 жители
- 2011 – 273 жители

## Личности
Родени в Негочани
- Стево Гаджовски (1943 - 2021), бивш редактор и заместник-директор на Битолски вестник[15]

Починали в Негочани
- Стоян Цанков Костадинов (Константинов), български военен деец, старши подофицер, загинал през Първата световна война[16]